# International Cooperative Alliance

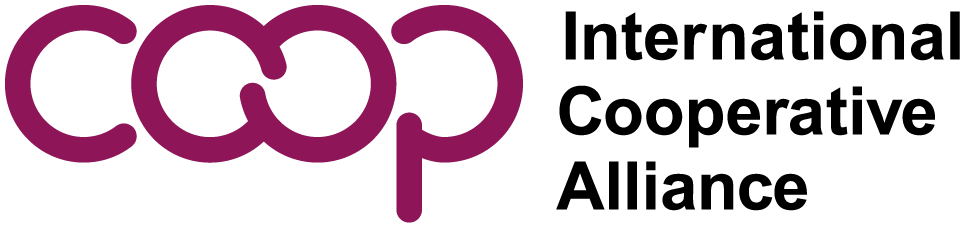
ICA Logo

Die International Cooperative Alliance (ICA) ist eine unabhängige, nichtstaatliche Organisation, die weltweit Genossenschaften (international: Kooperativen) vereinigt, vertritt und dient. Sie wurde 1895 gegründet. Heute sind 222 Mitgliedsorganisationen aus 88 Ländern in der ICA organisiert, die in allen Sektoren der Wirtschaft aktiv sind. Diese Kooperativen vertreten weltweit die Interessen von mehr als 800 Millionen Einzelpersonen.

## Geschichte

Die alte Regenbogenfahne von 1925.

Die zur Zeit der Gründung vor allem vom Beispiel der Rochdaler Pioniere geprägte Organisation sollte der Förderung und Sicherung genossenschaftlicher Werte und Prinzipien dienen und hat diese bisher drei Mal (1937, 1966 und 1995) in offiziellen Dokumenten ausformuliert. Traditionell dominiert von den europäischen, zunächst den britischen und französischen. Später den skandinavischen Konsumgenossenschaften, hat die ICA in den letzten Jahren vermehrt Schwerpunkte in Asien gesetzt. Wiewohl die von der ICA formulierten Grundsätze nicht in voller Übereinstimmung mit jenen der Genossenschaften des sowjetischen Typs standen, brachte die Periode nach 1947 (Kalter Krieg) keine Spaltung des internationalen Dachverbands. Die Geschichte der ICA ist eng verflochten mit jener der internationalen Arbeiterbewegung.
Zum 100-jährigen Bestehen der ICA übernahm die UN-Generalversammlung den ersten Samstag im Juli als jährlichen Tag der Genossenschaften (Coop Day).

## Internationales Genossenschafts-Bulletin
Der in London ansässige, 1895 gegründete Internationale Genossenschaftsbund (IGB, englisch: International Co-operative Alliance – ICA) gab ein monatliches Informationsblatt in den sogenannten Kongresssprachen Englisch, Französisch und Deutsch heraus. Mit Ausbruch des Ersten Weltkrieges im August 1914 wurden die französische und deutsche Ausgabe eingestellt. Im Frühjahr 1915 nahm der Zentralverband deutscher Konsumvereine (ZdK) in Hamburg mit Hilfe des Genossenschaftsverbandes der neutralen Niederlande Kontakt zur Leitung des IGB und London auf und vereinbarte, die deutsche Ausgabe wieder erscheinen zu lassen. Um die Übersetzungs- und Druckkosten zu finanzieren zu können, organisierte der ZdK eine Werbekampagne, mit der es ihm gelang, die Abonnentenzahl auf auskömmliche 1.500 zu steigern. Die Redaktion des Blattes lag in den Händen des IGB-Sekretärs Henry J. May. Die englische Ausgabe wurde über Amsterdam nach Hamburg gesandt, hier auf Deutsch übersetzt, gedruckt und an die deutschsprachigen Abonnenten verschickt, Monat für Monat und sogar rückwirkend ab Januar 1915.
Der Name der Organisation wird national unterschiedlich abgekürzt:
- IGB auf Deutsch (Internationaler Genossenschaftsbund)
- ACI auf Spanisch (Alianza Cooperativa Internacional) oder Französisch (Alliance coopérative internationale)
- MKA auf Russisch (Международный кооперативный альянс)

## Werte und Grundsätze
Die Genossenschaften weltweit leben die Werte Selbsthilfe, Selbstverantwortung, Demokratie, Gleichheit, Gerechtigkeit und Solidarität.
Um diese Werte in die Praxis umzusetzen, folgen sie sieben Grundsätzen:
- Freiwillige und offene Mitgliedschaft
- demokratische Mitgliederkontrolle
- ökonomische Partizipation der Mitglieder
- Autonomie und Unabhängigkeit
- Ausbildung, Fortbildung und Information
- Kooperation mit anderen Genossenschaften
- Vorsorge für die Gemeinschaft

Sie wurden 1995 von der International Co-operative Alliance verabschiedet.